# Вожега (река)

Бассейн Онеги

Во́жега, или Во́жа, — река в Вологодской области России, впадает в озеро Воже, принадлежит бассейну Онеги. Длина 140 км, площадь бассейна 1980 км².
Крупнейшие притоки: Чужга, Тавеньга (правые).
Вожега начинается на Верхневажской возвышенности, расположенной на севере Вологодской области.
Общее направление течения — на запад, русло извилистое, каменистое, течение быстрое, в русле камни, перекаты. Берега в верхнем и среднем течении лесистые, малонаселённые.
В среднем течении протекает в трёх километрах от посёлка Вожега.
В нижнем течении река выходит на приозёрную низину, течение успокаивается, перекаты исчезают, лес отходит от реки.
Вожега впадает в озеро Воже четырьмя протоками; северная называется Иксома, затем — Кера, рядом Вожега, Кера и Вожега соединены между собой протокой-старицей «Кирица», В Вожегу после разделения на Иксому и Керу но до Кирицы впадает старица — Питромица, южная протока, наиболее извилистая, Укма.
Низовья Вожеги очень богаты рыбой и привлекают любителей рыбной ловли. По реке совершаются водные походы.